# Mezinárodní mistrovství v australském fotbale

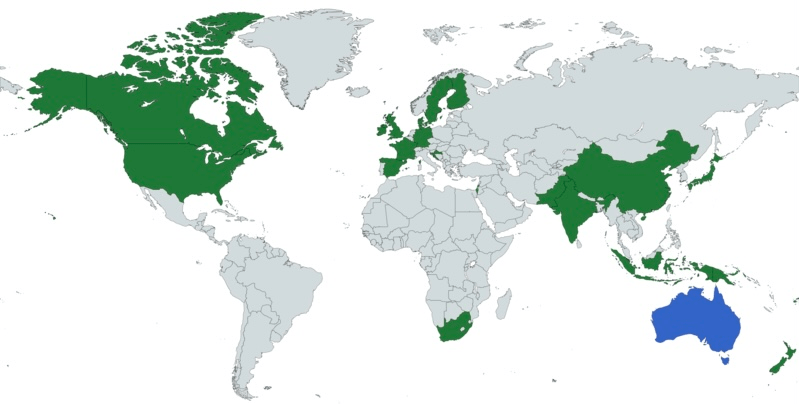
Mapa soutěžících zemí v zelené barvě a hostitelské země (Austrálie) v modré barvě.

Mezinárodní mistrovství v australském fotbale se koná od roku 2002 pravidelně každé 3 roky. Jedná se o největší mezinárodní turnaj v australském fotbale, který se zatím pokaždé uskutečnil v Austrálii, ale bez účasti Austrálie, která by na tomto turnaji s největší pravděpodobností neměla vůbec žádnou konkurenci. Nejúspěšnější zemí v historii turnaje je Papua Nová Guinea, které na tomto turnaji zvítězila 3x a 3x byla na druhém místě. Od roku 2011 se v rámci Mezinárodního mistrovství koná také turnaj žen, zde se ve všech třech dosavadních ročnících do finále probojovaly Irsko a Kanada, při čemž 2 x zvítězilo Irsko.

## Výsledky

### Mezinárodní mistrovství v australském fotbale mužů
| Rok  | Hostitel                           |                   | Finále | Finále             | Finále       |             | o 3. místo | o 3. místo   | o 3. místo |
| Rok  | Hostitel                           | Vítěz             | Skóre  | Poražený finalista | 3. místo     | Skóre       | 4. místo   |              |            |
| 2002 | Austrálie, Melbourne               | Irsko             | 51:19  | Papua Nová Guinea  | Nový Zéland  | 25:16       | Dánsko     |              |            |
| 2005 | Austrálie, Melbourne a Wangaratta  | Nový Zéland       | 50:32  | Papua Nová Guinea  | USA          | 65:30       | Irsko      |              |            |
| 2008 | Austrálie, Melbourne a Warrnambool | Papua Nová Guinea | 54:46  | Nový Zéland        | Jižní Afrika | 33:32       | Irsko      |              |            |
| 2011 | Austrálie, Melbourne a Sydney      | Irsko             | 53:35  | Papua Nová Guinea  |              | Nový Zéland | 76:41      | USA          |            |
| 2014 | Austrálie, Melbourne               | Papua Nová Guinea | 45:42  | Irsko              |              | Nový Zéland | 44:43      | Jižní Afrika |            |
| 2017 | Austrálie, Melbourne               | Papua Nová Guinea | 29:28  | Nový Zéland        |              | Irsko       | 48:16      | USA          |            |

### Mezinárodní mistrovství v australském fotbale žen
| Rok  | Hostitel                      |        | Finále | Finále             | Finále         |       | o 3. místo        | o 3. místo | o 3. místo |
| Rok  | Hostitel                      | Vítěz  | Skóre  | Poražený finalista | 3. místo       | Skóre | 4. místo          |            |            |
| 2011 | Austrálie, Melbourne a Sydney | Irsko  | 39:8   | Kanada             | USA            | 27:8  | Papua Nová Guinea |            |            |
| 2014 | Austrálie, Melbourne          | Kanada | 38:12  | Irsko              | USA            | 117:0 | Kanada "B"        |            |            |
| 2017 | Austrálie, Melbourne          | Irsko  | 25:21  | Kanada             | Velká Británie | 32:25 | USA               |            |            |